# 松村浩行
松村 浩行（まつむら ひろゆき、1974年 - ）は、日本の映画監督である。

## 経歴
1974年、北海道に生まれる。
早稲田大学第一文学部に入学。演劇専修コースに進む。
1996年11月から翌年1月にかけて東京国立近代美術館のフィルムセンターの企画「ジャン・ルノワール、映画のすべて。」に毎日通い、影響を受ける。
大学卒業後、映画美学校に入学。
2001年、『よろこび』がオーバーハウゼン国際短編映画祭にて国際批評家連盟賞を受賞する。
2009年、藤田陽子と菅田俊を主演に迎えた『TOCHKA』が第22回東京国際映画祭日本映画・ある視点部門に出品される。

## フィルモグラフィー
- よろこび（1999年） - 監督・脚本
- YESMAN / NOMAN / MORE YESMAN（2002年） - 監督
- 狂気の海（2008年） - 出演
- TOCHKA（2008年） - 監督・脚本